# Погорелый, Сергей Петрович
Серге́й Петро́вич Погоре́лый (укр. Сергій Петрович Погорілий; род. 28 июля 1986, Киев) — украинский футболист, вратарь клуба «Колос-2» (Ковалёвка).

## Биография
В детско-юношеской футбольной лиге Украины выступал за киевские клубы «Динамо» и «Смена-Оболонь». Сам Погорелый утверждал, что его выгнали из «Динамо» из-за низкого роста.
В июле-августе 2003 года находился в стане «Красилова-Оболони». По данным сайта Украинской ассоциации футбола Погорелый шесть раз попадал в заявку команды на матчи Первой лиги Украины. Зимой 2004 года перешёл в киевскую «Оболонь», однако в основном играл за фарм-клуб — «Оболонь-2» во Второй лиге. Зимой 2007 года перешёл в столичный ЦСКА. В Первой лиге дебютировал 5 апреля 2007 года в выездном матче против симферопольского «ИгроСервиса» (1:0), в этом матче он пропустил гол на 43 минуте от Матвея Бобаля.

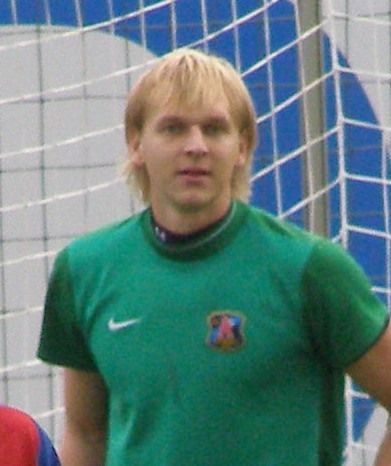
Погорелый в игре за «Арсенал», 2010 год

Летом 2007 года перешёл в киевский «Арсенал», где начал выступать за дубль в молодёжном первенстве. В Премьер-лиге дебютировал 12 декабря 2009 года в матче против одесского «Черноморца» (2:0). Всего за «Арсенал» в чемпионате провёл 38 матчей, в которых пропустил 42 мяча.
Летом 2012 года подписал трёхлетний контракт с симферопольской «Таврией». В команде взял 23 номер. 31 октября 2012 года, по окончании матча 1/8 финала Кубка Украины между полтавской «Ворсклой» и симферопольской «Таврией» Сергей Погорелый прямо на поле ударил кулаком в челюсть футболиста «Ворсклы», за что получил красную карточку и дисквалификацию. На следующий день тренерский штаб сборной Украины огласил список футболистов вызванных на товарищеский матч против Болгарии, куда впервые попал и Сергей Погорелый. Позже стало известно, что Комитет национальных сборных Федерации футбола Украины принял решение не вызывать Сергея в стан сборной из-за инцидента в матче с «Ворсклой».
23 апреля 2014 года покинул «Таврию» в статусе свободного агента, в результате финансового кризиса в клубе. По словам самого Погорелого, он покинул команду из-за конфликта с тренером Яннисом Христопулосом. Летом 2014 года находился на просмотре в днепропетровском «Днепре».
В начале 2015 года перешёл в харьковский «Металлист». Летом 2016 года стал игроком норвежского клуба «Будё-Глимт». В чемпионате Норвегии дебютировал 24 июля 2016 года в матче против «Согндала» (2:2). В конце 2016 года по истечении срока контракта вратарь покинул клуб. В феврале 2018 года присоединился к харьковскому «Гелиосу».
Летом 2018 года стал игроком грузинской «Самтредиа», где играл на протяжении полугода.